# Фроман, Дэниел
Дэниел Фроман (англ. Daniel Frohman; 22 августа 1851, Сандаски, Огайо, США — 26 декабря 1940, Нью-Йорк) — американский театральный импресарио, один из первых кинопродюсеров. Наряду с двумя своими братьями, основатель известной американской семьи продюсеров.

## Биография
Фроман родился в еврейской семье в Сандаски, штат Огайо. Его родителями были Генри (1826—1899) и Барбара (Бабель) Штраус (1828—1891) Фроман. В молодости работал клерком в New York Tribune. Вместе со своими двумя братьями Густавом (1854—1930) и Чарльзом (1860—1915) участвовал в организации системы, в которой театральные труппы гастролировали по стране, в то время как главное шоу проходило в Нью-Йорке. Братья вместе работали в нью-йоркском Madison Square Theatre с начала 1880-х годов, управляющим которого он был назначен в 1882 году. С 1885 года возглавлял Lyceum Theatre. В этих театральных заведениях некоторое время под его началом работал Дэвид Беласко — выдающийся американский драматург, режиссёр, театральный деятель. Вместе с братом Чарльзом Дэниел считался одним из крупнейших антрепренёров своего времени. С 1886 по 1909 год был управляющим акционерного общества Lyceum. В этот период у него начинали актёрскую карьеру такие исполнители: Э. Х. Сотерн, Генри Миллер, Уильям Фаверсхем, Мод Адамс, Ричард Мэнсфилд, Джеймс К. Хэкетт.
Рано оценил возможности кинематографа, стал одним из первых продюсеров в этой зарождающейся области искусства. Когда в 1912 кинопромышленник Адольф Цукор основал кинокомпанию «Известные игроки» (Famous Players Film Company), братья Дэниел и Чарльз оказали финансовую поддержку этому начинанию. В 1916 году компания объединилась с Jesse L. Lasky Feature Play Company и образовала Famous Players-Lasky Corporation, которая позже стала Paramount Pictures. Между 1913 и 1917 годами Дэниел участвовал в создании более семидесяти кинофильмов. Умер в 1940 году в Нью-Йорке, был похоронен на кладбище Union Field в Куинсе, рядом со своим братом Чарльзом, который погиб в 1915 году при гибели британского трансатлантического лайнера «Лузитания».